# فينت سيرف
فينتون غراي سيرف (بالإنجليزية: Vint Cerf)‏، عضو في زمالة الجمعية الملكية (مواليد 23 يونيو 1943)، والمعروف أيضًا باسم فينت سيرف، هو رائد أمريكي في مجال الإنترنت، ويعتبر أحد «آباء الإنترنت»، ويشارك هذا اللقب مع مطور حزمة بروتوكولات الإنترنت، بوب خان. حصل على درجات وجوائز تكريمية من بينها القلادة الوطنية للتكنولوجيا والابتكار، وجائزة تورنغ، ووسام الحرية الرئاسي، وجائزة ماركوني وعضوية الأكاديمية الوطنية للهندسة.

## حياته ومسيرته المهنية
وُلد سيرف في نيو هيفن بولاية كونيتيكت، وهو ابن ميورييل (غراي قبل الزواج) وفينتون ثيرستون سيرف. التحق سيرف بمدرسة فان نويس الثانوية مع جون بوستل وستيف كروكر. أثناء تواجده في المدرسة الثانوية، عمل سيرف في شركة روكيتداين على برنامج أبولو وساهم في كتابة برنامج التحليل الإحصائي للفحوصات اللاإتلافية لمحركات إف-1.
حصل سيرف على درجة بكالوريوس العلوم في الرياضيات من جامعة ستانفورد. بعد التخرج من الكلية، عمل سيرف مهندس نظم في شركة آي بي إم في مجال تطوير لغة برمجة كويك تران لمدة عامين.
يعاني سيرف وزوجته سيغريد من ضعف السمع، والتقيا بعميل شركة مختصة بصنع سماعات الأذن في ستينيات القرن العشرين، ما جعله مناصرًا للتسهيلات الخاصة بالمعاقين.
غادر شركة آي بي إم للالتحاق بكلية الدراسات العليا في جامعة كاليفورنيا بلوس أنجلوس حيث حصل على درجة الماجستير في عام 1970 والدكتوراه في عام 1972. درس سيرف تحت إشراف البروفيسور جيرالد إسترين وعمل في فريق الربط الشبكي لرزمة البينات الخاصة بالبروفيسور ليونارد كلينروك والتي تمكنت من ربط أول عقدتين لشبكة وكالة مشاريع الأبحاث المتطورة، والعقدة الأولى على الإنترنت، و«ساهمت في تطوير بروتوكول من مضيف إلى لمضيف» لشبكة وكالة مشاريع الأبحاث المتطورة.
أثناء تواجد سيرف في جامعة كاليفورنيا بلوس أنجلوس، التقى ببوب خان، الذي كان يعمل على هيكل نظام شبكة وكالة مشاريع الأبحاث المتطورة. كتب سيرف أول بروتوكول لحزمة بروتوكولات الإنترنت مع يوجين دالال وكارل سانشاين، سُمّي البروتوكول بمواصفات برنامج ضبط نقل الإنترنت (وثيقة طلب تعليقات رقم 675)، ونُشر في ديسمبر 1974.
عمل سيرف أستاذًا مساعدًافي جامعة ستانفورد من عام 1972 إلى 1976 حيث أجرى أبحاثًا حول بروتوكولات الربط بين شبكات الحزم، وشارك خان في تصميم مجموعة من بروتوكولات حزمة بروتوكولات الإنترنت الخاصة بنموذج وزارة الدفاع.
عمل سيرف في وكالة مشاريع البحوث المتطورة الدفاعية (داربا) من عام 1976 إلى 1982 وموّل مجموعات مختلفة لتطوير حزمة بروتوكولات الإنترنت، والحزم الراديوية (بارنيت)، وحزم الأقمار الصناعية (ساتنيت) وتكنولوجيا أمن الحزم. في أواخر ثمانينيات القرن العشرين، انتقل سيرف إلى شركة إم سي آي للاتصالات حيث ساهم في تطوير أول نظام بريد إلكتروني تجاري متصل بالإنترنت (بريد إم سي آي).[بحاجة لمصدر]
يُعد سيرف ناشطًا في العديد من المنظمات الإنسانية العالمية، ويشتهر بأسلوبه اللباسي، إذ يظهر عادة في بدلة من ثلاث قطع –وهو أمر نادر في قطاع معروف بمعايير اللباس غير الرسمي.

## روابط خارجية
- فينت سيرف على موقع IMDb (الإنجليزية)
- فينت سيرف على موقع الموسوعة البريطانية (الإنجليزية)
- فينت سيرف على موقع الموسوعة البريطانية (الإنجليزية)
- فينت سيرف على موقع مونزينجر (الألمانية)
- فينت سيرف على موقع إن إن دي بي (الإنجليزية)
- فينت سيرف على موقع قاعدة بيانات الفيلم (الإنجليزية)